# Asaccus montanus
Asaccus montanus es una especie de gecos pertenecientes a la familia Phyllodactylidae.

## Distribución geográfica y hábitat
Es endémica del norte de Omán. Su rango altitudinal oscila entre 1850 y 2250 m s. n. m..